# Zé Gordo
Zé Gordo (Luanda, 31 dicembre 1969) è un ex calciatore angolano, di ruolo portiere.

## Carriera
Con la Nazionale angolana ha preso parte Coppa d'Africa 1996.